# Международное общество современной музыки
Международное общество современной музыки (ISCM, англ. International Society for Contemporary Music, нем. Internationale Gesellschaft für Neue Musik) — международная организация, занимающаяся пропагандой новейшей академической музыки. Основана в 1922 г. в Зальцбурге, во время Зальцбургского фестиваля. В принятой основателями Общества хартии утверждалось намерение «защищать и поддерживать прежде всего экспериментальные и труднодоступные направления в музыке». Среди композиторов, стоявших у истоков Общества, — Арнольд Шёнберг, Антон Веберн, Пауль Хиндемит, Дариус Мийо, Аарон Копленд и др.
Общество представляет собой конфедерацию национальных секций — независимых организаций, ведущих собственную деятельность. Основной объединяющий национальные организации проект — проводящийся Обществом ежегодный фестиваль Всемирные дни музыки (англ. World Music Days). Фестиваль проходит каждый год в новом месте. Каждая национальная организация имеет право предложить до шести новейших музыкальных произведений на рассмотрение оргкомитета фестиваля, и принятые оргкомитетом сочинения будут исполнены на фестивале. В рамках фестивалей проходит и Генеральная ассамблея Общества. Кроме того, Общество издаёт журнал «World New Music Magazine».
На начальном этапе истории Общества постоянные связи поддерживали с ним композиторы из советской Ассоциации современной музыки (до её роспуска в 1932 г.): уже на втором фестивале Общества (1924) прозвучал Первый скрипичный концерт Сергея Прокофьева (в исполнении Йожефа Сигети). В 2005 г. на заседании Генеральной ассамблеи Международного общества современной музыки членом общества стала Россия в лице Российской национальной секции, в свою очередь представляющей собою ассоциацию различных музыкальных организаций.
Секретариат общества в настоящее время находится в Амстердаме.

## Президенты Общества
- Эдуард Джозеф Дент (1923—1938)
- Эдвин Эванс (1938—1945)
- Эдуард Джозеф Дент (1945—1947)
- Эдуард Кларк (1947—1952)
- Паулина Халл (1952—1953)
- Гоффредо Петрасси (1954—1956)
- Генрих Штробель (1957—1969)
- Андре Юррес (1969—1975)
- Жак Гюйонне (1975—1981)
- Зигфрид Пальм (1982—1987)
- Зыгмунт Краузе (1987—1990)
- Майкл Финнисси (1990—1996)
- Арне Мелльнес (1997—2002)
- Ричард Цанг (2002—2008)
- Джон Дэвис (2008—2013)
- Петер Свиннен (2013—2019)
- Гленда Ким (с 2019 г.)